# Croviana
Croviana é uma comuna italiana da região do Trentino-Alto Ádige, província de Trento, com cerca de 597 habitantes. Estende-se por uma área de 5 km², tendo uma densidade populacional de 119 hab/km². Faz divisa com Malé, Cles e Monclassico.